# Cry-Baby
Cry-Baby är en amerikansk musikalfilm från 1990 i regi av John Waters. I huvudrollerna ses Johnny Depp, Amy Locane, Polly Bergen, Susan Tyrrell, Iggy Pop, Ricki Lake och Traci Lords, bland övriga roller märks Troy Donahue, Joe Dallesandro, Joey Heatherton, David Nelson, Willem Dafoe och Patricia Hearst.

## Handling
Cry-Baby handlar om den unge Wade Walker, alias Cry-Baby (Johnny Depp) vars föräldrar avrättats i elektriska stolen. Hela hans släkt är kriminella rockabillys. Två sorters folk porträtteras i filmen; den fina medelklassen, och drapes. Cry-Baby blir kär i Allison Vernon-Williams (Amy Locane), en "square", dvs. en "medelklassflicka" som kommer ifrån Cry-Babys miljös raka motsats. Deras kärlek uppskattas inte ett dugg av de andra "vanliga squares" men Allison välkomnas av drapes med öppna armar. En strid mellan drapes och squares utbryter.
Cry-Babys sånger sjungs av James Intveld.

## Om filmen
Filmen utspelar sig år 1954 och är en komedi och lite av en parodi på filmer som "Grease".

## Rollista i urval
- Johnny Depp som Wade "Cry-Baby" Walker
- Amy Locane som Allison Vernon-Williams
- Susan Tyrrell som Ramona Rickettes
- Polly Bergen som fru Vernon-Williams, Allisons farmor
- Iggy Pop som Uncle Belvedere Rickettes
- Ricki Lake som Pepper Walker
- Traci Lords som Wanda Woodward
- Kim McGuire som "Hatchet-Face"
- Darren E. Burrows som Milton Hackett
- Stephen Mailer som Baldwin
- Kim Webb som Lenora
- Alan J. Wendl som Toe-Joe Jackson
- Troy Donahue som Hatchets far
- Mink Stole som Hatchets mor
- Joe Dallesandro som Miltons far
- Joey Heatherton som Miltons mor
- Patricia Hearst som Wandas mor
- Willem Dafoe som skolvakt